# Freden i Jönköping
Freden i Jönköping sluttedes den 10. december 1809 og betød afslutningen af den dansk-svenske krig 1808-1809. Aftalen, som blev undertegnet i Jönköping, indebar:
- ingen afståelse af territorium,
- Sverige skulle forsøge at holde britiske krigsskibe på afstand af de svenske kyster, samt at
- overløbere og krigsforbrydere skulle udleveres.

## Eksternt link
smb.nu Arkiveret 8. februar 2007 hos  Wayback Machine